# Bologna Football Club 1909 2000-2001
Questa voce raccoglie le informazioni riguardanti la Bologna Football Club 1909 nelle competizioni ufficiali della stagione 2000-2001.

## Stagione
Il Bologna ha partecipato alla Serie A 2000-2001 allenato dal tecnico Francesco Guidolin e si è classificato al decimo posto con 43 punti conquistati, 24 nel girone di andata e 19 nel ritorno.
Nella Coppa Italia termina subito il proprio cammino al nel primo turno, venendo sconfitto nel doppio confronto dal Venezia. Beppe Signori con 16 reti in campionato ed una in Coppa Italia, è stato il miglior realizzatore della squadra rossoblù.

## Divise e sponsor
Le maglie adottate per la stagione 2000-2001 si distinguono da quelle tradizionali per l'andamento ondulato delle larghe strisce rossoblù. I pantaloncini sono blu e i calzettoni blu, la divisa di riserva è completamente bianca. La terza divisa è di colore giallo con i pantaloncini blu. Lo sponsor della stagione è Granarolo e lo sponsor tecnico Umbro.
| Casa | Trasferta | Terza divisa | 1ª portiere | 2ª portiere | 3ª portiere |

## Organigramma societario
Area direttiva
- Presidente: Giuseppe Gazzoni Frascara

Area tecnica
- Direttore sportivo: Oreste Cinquini
- Allenatore: Francesco Guidolin
- Allenatore in 2ª: Maurizio Trombetta
- Preparatore dei portieri: Lorenzo Di Iorio
- Preparatori atletici: Adelio Diamante e Francesco Perondi

## Rosa
| N. |                      | Ruolo | Calciatore                  |
| -- | -------------------- | ----- | --------------------------- |
| 1  | Italia (bandiera)    | P     | Gianluca Pagliuca           |
| 2  | Italia (bandiera)    | D     | Giovanni Bia                |
| 3  | Camerun (bandiera)   | D     | Pierre Womé                 |
| 4  | Italia (bandiera)    | C     | Giovanni Piacentini         |
| 5  | Italia (bandiera)    | D     | Marcello Castellini         |
| 6  | Italia (bandiera)    | D     | Emanuele Brioschi           |
| 7  | Italia (bandiera)    | C     | Carlo Nervo                 |
| 8  | Brasile (bandiera)   | C     | Francisco Lima              |
| 9  | Russia (bandiera)    | A     | Igor' Kolyvanov             |
| 10 | Italia (bandiera)    | A     | Giuseppe Signori (capitano) |
| 11 | Italia (bandiera)    | C     | Roberto Goretti             |
| 11 | Brasile (bandiera)   | D     | Claiton                     |
| 12 | Italia (bandiera)    | P     | Marco Roccati               |
| 12 | Italia (bandiera)    | P     | Ferdinando Coppola          |
| 13 | Argentina (bandiera) | A     | Julio Cruz                  |
| 14 | Italia (bandiera)    | C     | Renato Olive                |

| N. |                   | Ruolo | Calciatore            |
| -- | ----------------- | ----- | --------------------- |
| 15 | Italia (bandiera) | C     | Enzo Maresca          |
| 15 | Italia (bandiera) | D     | Max Tonetto           |
| 16 | Italia (bandiera) | D     | Alessandro Gamberini  |
| 17 | Italia (bandiera) | D     | Alessandro Dal Canto  |
| 17 | Italia (bandiera) | D     | Francesco Quintavalla |
| 18 | Italia (bandiera) | A     | Giacomo Cipriani      |
| 19 | Italia (bandiera) | D     | Giulio Falcone        |
| 20 | Italia (bandiera) | C     | Tomas Locatelli       |
| 21 | Italia (bandiera) | C     | Jonathan Binotto      |
| 22 | Italia (bandiera) | P     | Andrea Ferrari        |
| 23 | Italia (bandiera) | D     | Massimo Tarantino     |
| 25 | Belgio (bandiera) | A     | Luís Oliveira         |
| 27 | Italia (bandiera) | D     | Niccolò Galli †       |
| 26 | Italia (bandiera) | A     | Luigi Della Rocca     |
| 28 | Italia (bandiera) | D     | Pasquale Padalino     |

## Calciomercato

### Sessione estiva
| Acquisti         | Acquisti            | Acquisti          | Acquisti                           |
| R.               | Nome                | da                | Modalità                           |
| ---------------- | ------------------- | ----------------- | ---------------------------------- |
| P                | Marco Roccati       | Pistoiese         | fine prestito                      |
| D                | Emanuele Brioschi   | Venezia           | definitivo                         |
| D                | Marcello Castellini | Sampdoria         | definitivo                         |
| D                | Niccolò Galli       | Arsenal           | prestito                           |
| D                | Pasquale Padalino   | Fiorentina        | definitivo                         |
| C                | Francisco Lima      | Lecce             | definitivo (0 ₤)                   |
| C                | Tomas Locatelli     | Udinese           | definitivo                         |
| C                | Enzo Maresca        | Juventus          | prestito oneroso (0,27 miliardi ₤) |
| C                | Renato Olive        | Perugia           | definitivo                         |
| A                | Giacomo Cipriani    | Lecce             | fine prestito                      |
| A                | Julio Cruz          | Feyenoord         | definitivo (15,88 miliardi ₤)      |
| A                | Luís Oliveira       | Cagliari          | definitivo (0,58 miliardi ₤)       |
| Altre operazioni |                     |                   |                                    |
| R.               | Nome                | da                | Modalità                           |
| P                | Michaël Fabre       | Nantes-Atlantique | definitivo                         |
| C                | Mourad Meghni       | Cannes            | definitivo                         |
| A                | Fausto Ferrari      | Pisa              | fine prestito                      |
| A                | Björn Runström      | Hammarby          | definitivo                         |
| A                | Christophe Sanchez  | Bordeaux          | fine prestito                      |

| Cessioni         | Cessioni           | Cessioni            | Cessioni                      |
| R.               | Nome               | a                   | Modalità                      |
| ---------------- | ------------------ | ------------------- | ----------------------------- |
| P                | Paolo Orlandoni    | Reggina             | fine prestito                 |
| D                | Nicola Boselli     | Piacenza            | definitivo (1 miliardo ₤)     |
| D                | Massimo Paganin    | Atalanta            | definitivo                    |
| D                | Michele Paramatti  | Juventus            | definitivo                    |
| D                | Cristian Zaccardo  | Spezia              | prestito                      |
| C                | Giancarlo Marocchi |                     | fine carriera                 |
| C                | Eriberto           | Chievo              | comproprietà (2 miliardi ₤)   |
| C                | Davide Fontolan    | Cagliari            | definitivo                    |
| C                | Marco Foschini     | Imolese             | definitivo                    |
| C                | Klas Ingesson      | Olympique Marsiglia | definitivo                    |
| C                | Zé Elias           | Olympiacos          | definitivo (11,23 miliardi ₤) |
| A                | Kennet Andersson   | Fenerbahçe          | definitivo (8,71 miliardi ₤)  |
| A                | Nicola Ventola     | Inter               | fine prestito                 |
| Altre operazioni |                    |                     |                               |
| R.               | Nome               | a                   | Modalità                      |
| C                | Alex Pederzoli     | Juventus            | definitivo                    |
| A                | Fausto Ferrari     | Lucchese            | definitivo                    |
| A                | Christophe Sanchez | Saint-Étienne       | definitivo                    |

### Sessione autunnale
| Acquisti | Acquisti           | Acquisti | Acquisti                         |
| R.       | Nome               | da       | Modalità                         |
| -------- | ------------------ | -------- | -------------------------------- |
| P        | Ferdinando Coppola | Napoli   | prestito con diritto di riscatto |

| Cessioni | Cessioni             | Cessioni | Cessioni      |
| R.       | Nome                 | a        | Modalità      |
| -------- | -------------------- | -------- | ------------- |
| P        | Marco Roccati        | Dundee   | definitivo    |
| D        | Alessandro Dal Canto | Vicenza  | definitivo    |
| D        | Max Tonetto          | Milan    | fine prestito |
| C        | Roberto Goretti      | Perugia  | prestito      |

## Risultati

### Serie A

#### Girone di andata
| Arbitro: | Farina (Novi Ligure) |

|                                   |           |  |
| Totti 45+2’ Castellini 62’ (aut.) | Marcatori |  |

| Arbitro: | Tombolini (Ancona) |

|                          |           |                |
| Bia 20’ Piacentini 90+4’ | Marcatori | 62’ Shevchenko |

| Arbitro: | Rosetti (Torino) |

|             |           |                                                        |
| Moriero 62’ | Marcatori | 3’ Womé 23’ (aut.) Baldini 48’, 75’ Signori 90+3’ Cruz |

| Arbitro: | Trentalange (Torino) |

|                          |           |  |
| Oliveira 58’ Binotto 80’ | Marcatori |  |

| Arbitro: | Pellegrino (Barcellona Pozzo di Gotto) |

|                       |           |  |
| Nedvěd 10’ Crespo 64’ | Marcatori |  |

| Arbitro: | Paparesta (Bari) |

|          |           |             |
| Cruz 38’ | Marcatori | 64’ Leandro |

| Arbitro: | Rodomonti (Teramo) |

|                    |           |               |
| Nervo 55’ Cruz 84’ | Marcatori | 61’ Conceição |

| Arbitro: | Bolognino (Milano) |

|             |           |                                |
| Saudati 54’ | Marcatori | 2’ Bia 39’ Locatelli 46’ Nervo |

| Arbitro: | Cesari (Genova) |

|          |           |          |
| Cruz 33’ | Marcatori | 41’ Toni |

| Arbitro: | Preschern (Mestre) |

|                           |           |  |
| Bellavista 8’ Cassano 46’ | Marcatori |  |

| Arbitro: | Saccani (Mantova) |

|  |           |          |
|  | Marcatori | 84’ Ganz |

| Arbitro: | Pellegrino (Barcellona Pozzo di Gotto) |

|                                    |           |             |
| Jørgensen 5’, 32’ Fiore 81’ (rig.) | Marcatori | 75’ Signori |

| Arbitro: | Rossi (Ciampino) |

|               |           |  |
| Locatelli 33’ | Marcatori |  |

| Arbitro: | Nucini (Bergamo) |

|               |           |  |
| Trezeguet 12’ | Marcatori |  |

| Arbitro: | Braschi (Prato) |

|              |           |  |
| Locatelli 5’ | Marcatori |  |

| Lecce 28 gennaio 2001, ore 15:00 CET 16ª giornata | Lecce              | 0 – 0 referto | Bologna | Stadio Via del Mare\| Arbitro: \| De Santis (Tivoli) \| |
| Arbitro:                                          | De Santis (Tivoli) |               |         |                                                         |

| Arbitro: | Messina (Bergamo) |

|  |           |                                        |
|  | Marcatori | 26’ C. Vieri 61’ Di Biagio 62’ Jugović |

#### Girone di ritorno
| Arbitro: | Racalbuto (Gallarate) |

|              |           |                                  |
| Brioschi 51’ | Marcatori | 11’ (rig.) Batistuta 35’ Emerson |

| Arbitro: | Pellegrino (Barcellona Pozzo di Gotto) |

|                                |           |                               |
| Shevchenko 23’, 32’ Sala 90+2’ | Marcatori | 55’, 75’ Cipriani 81’ Signori |

| Arbitro: | Trentalange (Torino) |

|                         |           |             |
| Signori 25’ (rig.), 86’ | Marcatori | 35’ Edmundo |

| Arbitro: | Tombolini (Ancona) |

|                        |           |             |
| Zanchetta 8’ Cozza 42’ | Marcatori | 69’ Signori |

| Arbitro: | Tombolini (Ancona) |

|                       |           |  |
| Nervo 19’ Signori 76’ | Marcatori |  |

| Arbitro: | Farina (Novi Ligure) |

|               |           |              |
| Mijatovic 54’ | Marcatori | 14’ Cipriani |

| Parma 1º aprile 2001, ore 15:00 CEST 24ª giornata | Parma              | 0 – 0 referto | Bologna | Stadio Ennio Tardini\| Arbitro: \| Tombolini (Ancona) \| |
| Arbitro:                                          | Tombolini (Ancona) |               |         |                                                          |

| Arbitro: | Castellani (Verona) |

|                                       |           |                      |
| Locatelli 8’ Cipriani 45+1’ Olive 78’ | Marcatori | 7’, 19’ Gio. Tedesco |

| Arbitro: | Bonfrisco (Monza) |

|                                      |           |                             |
| Toni 37’ Kallon 41’, 88’ Sommese 56’ | Marcatori | 64’ (rig.) Bia 84’ Brioschi |

| Arbitro: | Cassarà (Palermo) |

|                                                |           |                         |
| Signori 13’, 55’ (rig.) Locatelli 51’ Cruz 87’ | Marcatori | 4’ Poggi 78’ Osmanovski |

| Arbitro: | Bertini (Arezzo) |

|                        |           |                  |
| Ventola 48’ Morfeo 67’ | Marcatori | 58’, 75’ Signori |

| Arbitro: | Rosetti (Torino) |

|           |           |             |
| Olive 25’ | Marcatori | 37’ Alberto |

| Brescia 13 maggio 2001, ore CEST 30ª giornata | Brescia           | 0 – 0 referto | Bologna | Stadio Mario Rigamonti\| Arbitro: \| Cassarà (Palermo) \| |
| Arbitro:                                      | Cassarà (Palermo) |               |         |                                                           |

| Arbitro: | Tombolini (Ancona) |

|             |           |                                              |
| Signori 20’ | Marcatori | 27’, 48’ Trezeguet 45+1’ Tudor 81’ Kovačević |

| Arbitro: | Ayroldi (Molfetta) |

|                                                                  |           |                                  |
| Salvetti 4’, 48’ Adaílton 38’ Falcone 43’ (aut.) Oddo 72’ (rig.) | Marcatori | 3’ Olive 61’, 80’, 90+1’ Signori |

| Arbitro: | Messina (Bergamo) |

|                             |           |                               |
| Cruz 52’ (rig.), 84’ (rig.) | Marcatori | 35’ (rig.) Vugrinec 62’ Viali |

| Arbitro: | Paparesta (Bari) |

|                          |           |              |
| Seedorf 35’ C. Vieri 44’ | Marcatori | 78’ Cipriani |

### Coppa Italia
| Arbitro: | Pellegrino (Barcellona Pozzo di Gotto) |

|                                 |           |                                 |
| Di Napoli 11’ (rig.) Sotgia 27’ | Marcatori | 6’ (rig.) Signori 73’ Locatelli |

| Arbitro: | Cesari (Genova) |

|  |           |            |
|  | Marcatori | 68’ Conteh |

## Statistiche

### Statistiche di squadra
| Competizione | Punti | In casa | In casa | In casa | In casa | In casa | In casa | In trasferta | In trasferta | In trasferta | In trasferta | In trasferta | In trasferta | Totale | Totale | Totale | Totale | Totale | Totale | DR |
| Competizione | Punti | G       | V       | N       | P       | Gf      | Gs      | G            | V            | N            | P            | Gf           | Gs           | G      | V      | N      | P      | Gf     | Gs     | DR |
| ------------ | ----- | ------- | ------- | ------- | ------- | ------- | ------- | ------------ | ------------ | ------------ | ------------ | ------------ | ------------ | ------ | ------ | ------ | ------ | ------ | ------ | -- |
| Serie A      | 43    | 17      | 9       | 4       | 4       | 26      | 22      | 17           | 2            | 6            | 9            | 23           | 31           | 34     | 11     | 10     | 13     | 49     | 53     | -4 |
| Coppa Italia | -     | 1       | 0       | 0       | 1       | 2       | 2       | 1            | 0            | 1            | 0            | 0            | 1            | 2      | 0      | 1      | 1      | 2      | 3      | -1 |
| Totale       | -     | 18      | 10      | 4       | 5       | 28      | 24      | 18           | 2            | 7            | 9            | 23           | 32           | 36     | 11     | 11     | 14     | 51     | 56     | -5 |